# Коробкин, Дмитрий Викторович
Дмитрий Викторович Коробкин (род. 1971) — российский кинорежиссёр и кинооператор.

## Биография
Родился 11 июля 1971 года в Зыряновске Восточно-Казахстанской области. В 1993 году окончил факультет журналистики Ташкентского университета по специальности «Телевизионная журналистика».
Работал в Узтелерадиокомпании режиссёром, автором и ведущим телепрограмм. Снимал видеоклипы, рекламу, документальное кино. С 1997 по 2000 год корреспондент-оператор Среднеазиатского бюро программы «Время».
С 2003 года живёт в Москве. Окончил курсы режиссуры Александра Митты. Работает режиссёром и оператором в рекламе и кино.
Дмитрий Коробкин стал оператором и сорежиссёром последнего фильма Людмилы Гурченко «Пёстрые сумерки».

## Фильмография

### Режиссёр
- 2007 — Прости / ''Kechir''
- 2009 — Пёстрые сумерки (совместно с Людмилой Гурченко)
- 2010 — Ярослав. Тысячу лет назад
- 2013 — Сокровища О.К.
- 2014 — Деффчонки
- 2014 — Сыргалым
- 2016 — Шелест
- 2017 — Молодой
- 2017 — Клерк
- 2018 — Шелест. Большой передел
- 2018 — Консультант. Лихие времена
- 2019 — Куба. Личное дело
- 2020 — Уличное правосудие

### Оператор
- 2005 — Мама не горюй 2
- 2005 — Владимирский централ
- 2005 — Лола и Маркиз
- 2007 — Прости / ''Kechir''
- 2009 — Пёстрые сумерки
- 2010 — Ярослав. Тысячу лет назад
- 2013 — Сокровища О.К.
- 2014 — Сыргалым
- 2016 — Шелест
- 2017 — Клерк
- 2018 — Шелест. Большой передел
- 2018 — Консультант. Лихие времена
- 2018 — Ноль
- 2018 — Время женщин
- 2019 — Куба. Личное дело
- 2020 — Уцелевшие
- 2020 — Уличное правосудие
- 2022 — Ростов-2